# Miatyánkcserje
A miatyánkcserje vagy imafüzérfa, olvasószemfa (Melia azedarach) a mahagónifélék családjába tartozó, Ausztráliában és az orientális faunaterületen őshonos növény. A felnőtt fa lekerekített koronájú, lombhullató, általában 7–12 méter magas, kivételes körülmények között elérheti a 45 méter magasságot is, de sokszor csak cserje méretű. Csipkés, szeldelt levelei legfeljebb 50 centiméteresek, kétszeresen-háromszorosan összetettek, páratlanul szárnyasak, a levélnyelek hosszúsága változó. Kicsi, illatos, lila-halványlila szirmú, sárga bibéjű virágai 40-50 cm-es fürtökben nyílnak. Az elvirágzást követően bőségesen terem. Borsóra emlékeztető, de a borsószemeknél kissé nagyobb csonthéjas termései kezdetben zöldek, majd világos szalmasárgák, sárgásbarnák lesznek. A termések enyhén mérgezőek és gyakran egész télen át díszítik a fát. Levelei szintén mérgezőek.

## Felhasználása
Fája kiváló bútoralapanyag, kemény magvaiból rózsafüzért - innen ered elnevezése - és más, gyöngyöket igénylő termékeket készítenek, kertekbe díszfaként ültetik. Fejtetvesség esetén is alkalmazzák olaját.

## Fordítás
- Ez a szócikk részben vagy egészben  a   Melia azedarach című angol Wikipédia-szócikk fordításán alapul.  Az eredeti cikk szerkesztőit annak laptörténete sorolja fel. Ez a jelzés csupán a megfogalmazás eredetét és a szerzői jogokat jelzi, nem szolgál a cikkben szereplő információk forrásmegjelöléseként.